# Phoneutria
Странствующие пауки (лат. Phoneutria) — род пауков семейства бегунов (Ctenidae). В книге рекордов Гиннесса от 2010 года этот род был признан самым ядовитым среди паукообразных, хотя имеет довольно ограниченное распространение.
Природный их ареал охватывает тропическую часть Южной и Центральной Америки.
По состоянию на начало 2012 года этот род содержит восемь видов. Последний, восьмой вид Phoneutria bahiensis был определён в 2001 году:
- Phoneutria bahiensis Simó & Brescovit, 2001 — тропический лес атлантического побережья Бразилии.
- Phoneutria boliviensis (F. O. Pickard-Cambridge, 1897) — Центральная, Южная Америка.
- Phoneutria eickstedtae Martins & Bertani, 2007 — Бразилия
- Phoneutria fera Perty, 1833 — Эквадор, Перу, Бразилия, Суринам, Гайана.
- Phoneutria keyserlingi (F. O. Pickard-Cambridge, 1897) — тропический лес атлантического побережья Бразилии.
- Phoneutria nigriventer (Keyserling, 1891) — Бразилия, северная Аргентина, индуцирован в Уругвае.
- Phoneutria pertyi (F. O. Pickard-Cambridge, 1897) — тропический лес атлантического побережья Бразилии.
- Phoneutria reidyi (F. O. Pickard-Cambridge, 1897) — Венесуэла, Перу, Бразилия, Гайана.

Яд пауков данного рода содержит мощный нейротоксин, известный как PhTx3. Этот нейротоксин потенциально имеет терапевтическое значение, но в токсичной концентрации он вызывает потерю контроля мышц с последующей остановкой дыхания, что приводит к параличу и в конечном итоге удушью. Укус средней болезненности, яд вызывает моментальное заражение лимфатической системы, попадание в кровеносную систему в 85 % случаев приводит к отказу сердца. Пациенты чувствуют сильное окоченение, у мужчин иногда отравление вызывает приапизм. Существует эффективное противоядие от яда Phoneutria, и поэтому зафиксированное количество смертельных случаев в результате укусов этих пауков невелико.
Количество яда, летальное для 20-граммовой мыши, составляет 6 мкг внутривенно и 134 мкг подкожно (по сравнению с 110 мкг и 200 мкг у южной чёрной вдовы (Latrodectus mactans)).